# Cerradura electrónica

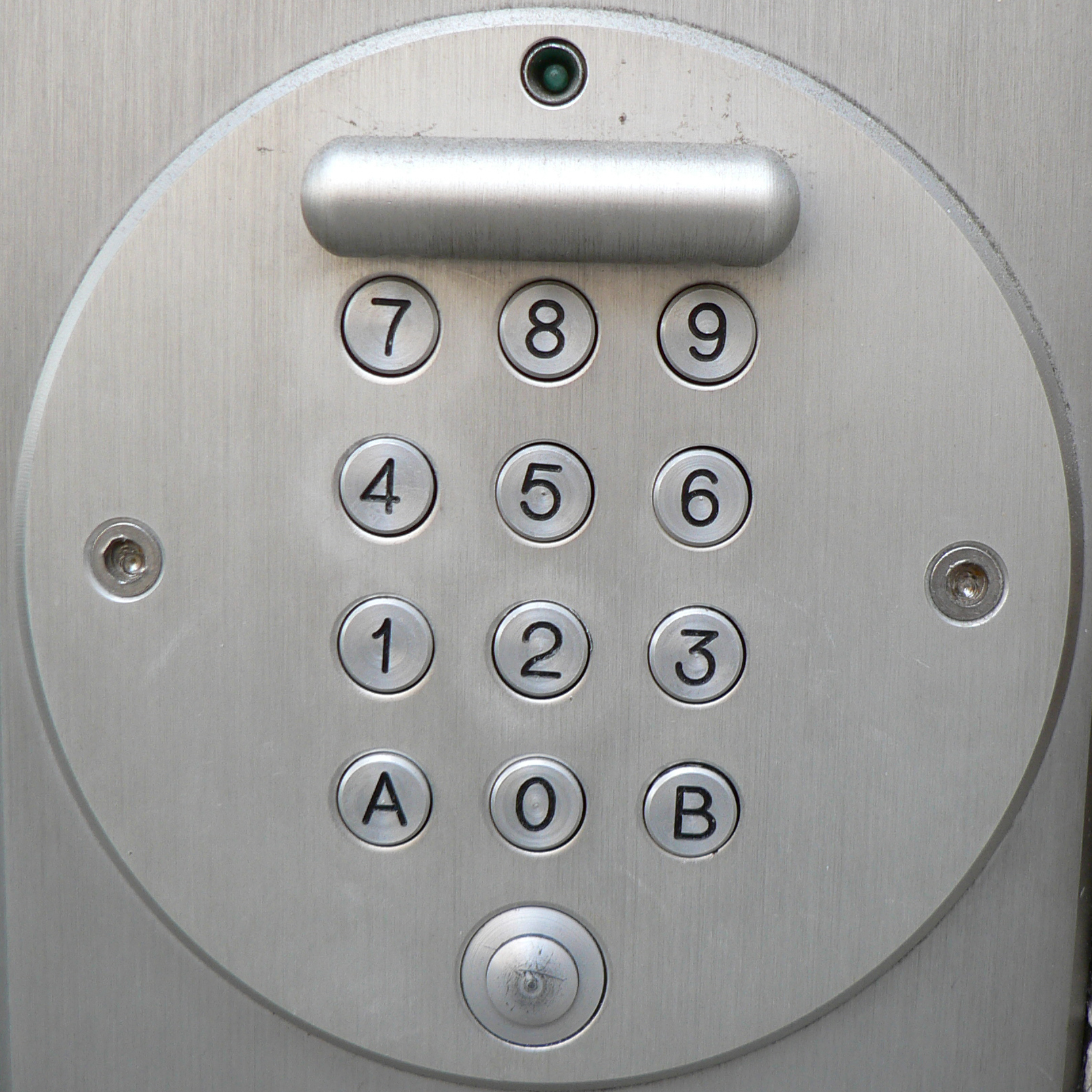
Un teclado de digicode®, en París.

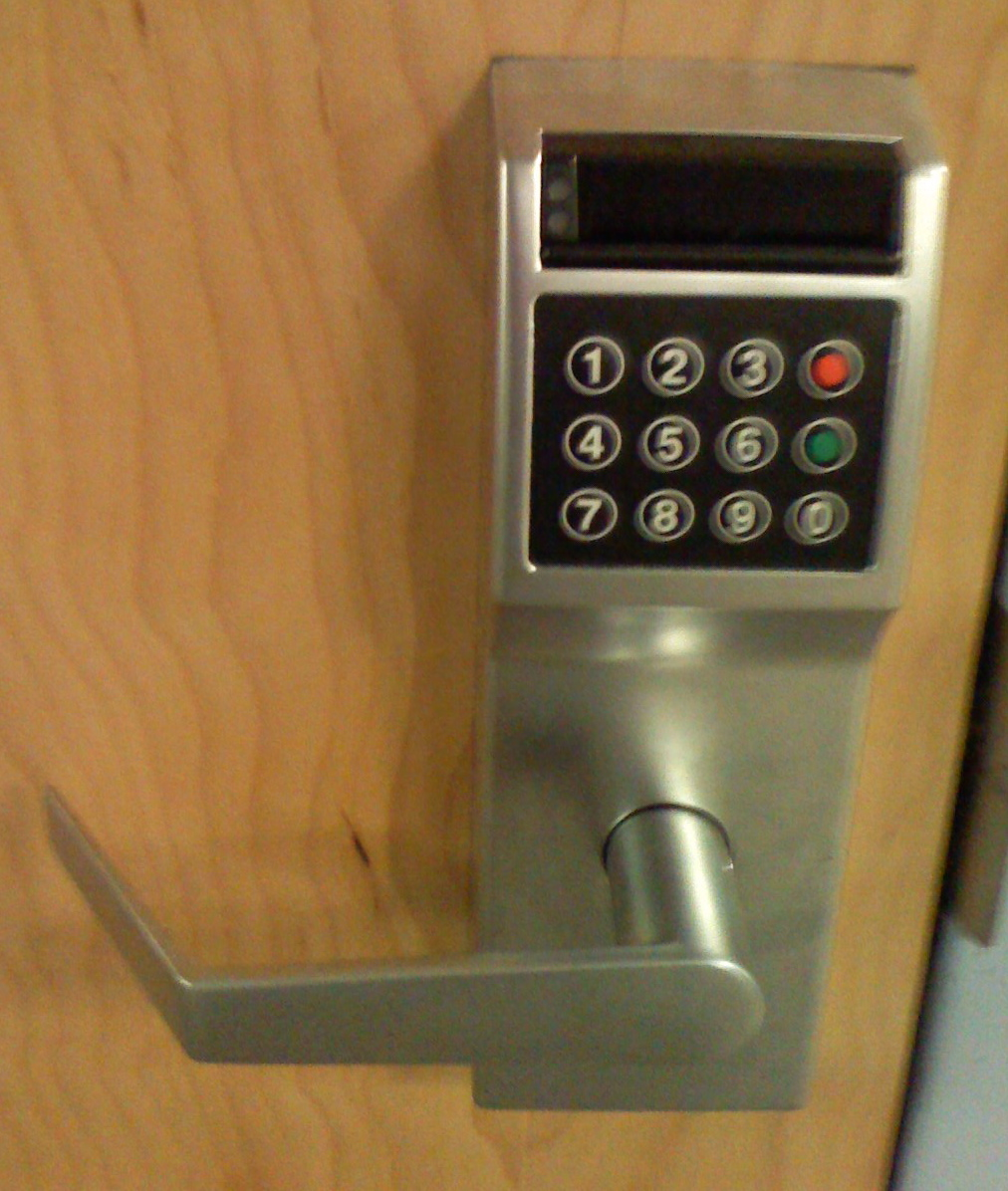
Cerradura electrónica

Un cerrojo electrónico  o teclado de código  es un teclado electrónico  usado para teclear un código de seguridad, que permite abrir una puerta de un edificio.
Se utiliza en lugar de la llave haciendo accionar un electroimán de apertura de los cerrojos de las puertas en diferentes lugares como por ejemplo: las puertas de acceso a áreas restringidas, las puertas de las habitaciones de los hoteles, las puertas de los edificios para permitir el acceso a las personas autorizadas, etc. Su uso está muy extendido especialmente en el sector hotelero, en donde están actualizando cerraduras tradicionales o de tarjeta RFID a sistemas más modernos que funcionan a través de dispositivos móviles donde pueden incluir otras características como check-in y check-out.

## A la entrada de un edificio
Las cerraduras inteligentes, como también se las conoce, en el caso de aplicación a la entrada de un edificio, sirve como alternativa o complemento al portero electrónico, se puede programar para permitir el acceso a los empleados de las empresas que requieren acceso regular al inmueble (por ejemplo, los conserjes, los trabajadores de mantenimiento, los empleados que verifican los contadores de la compañía eléctrica, la compañía del gas, la compañía del agua, etc..). En algunos casos la cerradura inteligente puede conectarse al WiFi y permitir accesos a terceros a través de llamada perdida o app.

## Tipos
Por su tecnología de apertura, las cerraduras electrónicas pueden dividirse en los siguientes tipos:
- Proximidad RFID: La cerradura lee de forma inalámbrica las credenciales pregrabadas en la tarjeta del huésped o del empleado y abre, o no, en función de dichas credenciales.
- Bluetooth: La apertura y gestión de la cerradura electrónica se realiza vía smartphone. Se utilizan mucho en el sector hotelero actualmente.
- Teclado numérico: Se realiza la apertura tecleando un código PIN previamente establecido. No dependen de dispositivos físicos adicionales.
- Con bloqueo Anti-durking: Su apertura es exclusiva con huella y código numérico de 10 dígitos. Lo que la convierte en el modelo más utilizado en bóvedas bancarias como complemento de los cierres mecánicos convencionales.

Hay otros tipos de cerrojos digitales:
- Teclado codificado DK85: independiente y de doble salida, los códigos se almacenan en una EPROM (Memoria ROM programable borrable) permite una copia de seguridad cuando falla la corriente;
- Teclado codificado DK85BL : retro-iluminado independientemente con doble salida, los códigos se almacenan en una EPROM de seguridad por cuando falla la corriente;
- Teclado resistente al agua DK9610;
- Caja con clave electrónica DK80;
- Teclado resistente al vandalismo del  SU-N;
- Teclado anti-vandalismo SU2TM  ;
- Teclado y lector de proximidad SU2PM.